# Macroplea ranina
Macroplea ranina är en skalbaggsart som först beskrevs av de kinesiska entomologerna Lou och Yu 2011. Den ingår i släktet Macroplea (strimbockar) och familjen bladbaggar. Arten har hittills påträffats i Kina.

## Beskrivning
En avlång skalbagge, likt alla strimbockar med långa ben; antennerna är däremot korta, något som är ovanligt för släktet. Huvudet är svart med mörkbruna till svarta antenner och mörkbruna mundelar. Mitt på hjässan finns en fåra med lång, tät, gulaktig behåring. Den främre delen av mellankroppen är gul med svarta punkter och ett svart band i mitten, medan den bakersta delen är helt svart. Den främre delen har dessutom lång, tät, gul behåring. Benen är gula med bruna fötter. Bakkroppen har gula täckvingar med svarta fåror och de inre kanterna (som formar sömmen mellan täckvingarna) brun. Hela undersidan är svart. Längs hela ovansidan och bakkroppens undersida har den tät, platt behåring uppblandad med enstaka grupper av längre hår. Kroppslängden hos hanen är 5,4 till 6,9 mm, hos honan 6,9 till 8,5 mm.

## Utbredning
Arten är endast påträffad i provinsen Sichuan i Kina.

## Ekologi
Macroplea ranina är som alla strimbockar en akvatisk insekt; denna art har påträffats i sötvattensdammar.
Larverna lever på rötterna av den vattenväxande grobladsväxten hästsvans, på vilken även larverna förpuppar sig. De vuxna skalbaggarna har även hittats på vattenväxande medlemmar av ranunkelsläktet.
Den vuxna skalbaggen andas genom att en mikroskopisk behåring formar en plastron, som håller fast ett tunt luftlager som fungerar som en gäle; vattnets syre diffunderar in i den. Larverna får syre genom två ihåliga krokar på bakkroppen, som de borrar in i värdväxtens stjälk.

## Etymologi
Artnamnsepitetet ranina kommer från grodfamiljen Ranidae (äkta grodor); det första exemplaret påträffades i en grodmage.